# Ballenahalli, Shrirangapattana
Ballenahalli là một làng thuộc tehsil Shrirangapattana, huyện Mandya, bang Karnataka, Ấn Độ.